# (4630) Chaonis
(4630) Chaonis (1987 WA) – planetoida z grupy pasa głównego asteroid okrążająca Słońce w ciągu 4,36 lat w średniej odległości 2,67 j.a. Odkryta 18 listopada 1987 roku.